# Iguexamén
Iguexamén (pronunciado [i.ge.ʃa'men], en árabe: إغشامن‎, en francés: Ighachamen) es una localidad marroquí perteneciente al municipio de Budinar, en la región Oriental. Desde 1912 hasta 1956 perteneció a la zona norte del Protectorado español de Marruecos.